# Île Cognet
L'île Cognet est un site naturel et île fluviale de Châtellerault, dans le département de la Vienne, situé sur les bords de la Vienne. Située à proximité du pont Henri-IV, son accès s'effectue via un pont de bois qui, déplié au cours de l'été, la relie à la Promenade des Acadiens, chemin piéton longeant les bords de Vienne. Apparue pour la première fois en 1840 après la création d'un barrage près de la manufacture d'arme, l'île s'étend en longueur sur une distance équivalente à 250 mètres, et s'étend sur une largeur d'une trentaine de mètres. 
Riche d'un patrimoine naturel diversifié, elle est accessible au public dans sa plus grande partie (bien que toute sa partie située à l'extrême nord est catégorisée de zone à accès interdit), et propose des plaquettes d'informations, portant tant sur les plantes que sur les poissons et les animaux présents aux alentours. 

## Description
Inhabitée, l'île s'étend sur plus de 300 m de longueur pour une largeur d'environ 50 m. 
Située à quelques dizaines de mètres en aval du pont Henri-IV, entre le centre ancien de Châtellerault et le quartier de Châteauneuf, l'île fait partie d'un site inscrit au titre de la loi du 2 mai 1930 relative à la protection des monuments naturels.
Elle est accessible aux piétons aux beaux jours par une passerelle temporaire installée sur le Quai d'Alsace-Lorraine, sur la rive gauche de la Vienne.
Une colonie de castors y a été répertoriée.